# El collar de la paloma
El collar de la paloma o Tawq al-hamāma es una obra en prosa del siglo XI escrita en lengua árabe por Ibn Hazm. Se trata de un libro de reflexiones sobre la verdadera esencia del amor intentando descubrir lo que tiene de común e inmutable a través de los siglos y las civilizaciones de influencia neoplatónica, que fue llamado "amor udrí", incluyendo detalles autobiográficos y documentales. Constituye también un diwan, o antología poética de tema amoroso, pues está empedrado de composiciones elegantes y refinadas. Se exponen en ella diversos aspectos de la experiencia amorosa, por lo que constituye un testimonio de primera mano de la vivencia del amor en al-Ándalus durante el gobierno de la dinastía omeya. Fue escrito en Játiva hacia 1023.
Existe una obra musical y escénica, para danza, visuales e interactivos, de idéntico título, de la compositora Reyes Oteo. Está basada en los diferentes capítulos de la obra poética original. Fue compuesta en el año 2010 y estrenada en por Olaf Kehler (danza), Camille Bousquet (visuales) y Reyes Oteo (electrónica en vivo e interactivos). La parte interactiva es interpretada con un NIME desarrollado ad hoc denominado "Quijada magnetotáxica", que interactúa con el movimiento de la danza.

## Título
El título mismo del libro El collar de la paloma tiene un profundo significado vinculado con la filosofía amorosa neoplatónica tal como fue desarrollada por sus autores islámicos. Ibn Hazm no tuvo acceso directo a Platón, pero había sentido su pensamiento y espíritu a través de las obras y los trabajos de los neoplatónicos de Alejandría, como dejan constancia las múltiples alusiones que aparecen ya en El collar.
Según Ibn Dawud, hijo del fundador de la escuela zahirista en Bagdad, en cuya obra El libro de la flor se inspiró Ibn Hazm, y al que se cita en El collar, aquello que entre los hombres se llama amor, entre los dioses iniciados se llama Pteros o paloma revolotante. 
Avicena, contemporáneo de Ibn Hazm, confirma la costumbre existente entre los poetas neoplatónicos de vincular a la paloma con el
alma afirmando que la paloma es el alma caída.
Por otro lado, en el capítulo XXX Ibn Hazm insinúa que el
significado del título de su libro tiene relación con un versículo del Corán: «A todo hombre le hemos atado al cuello su suerte, y el día de la Resurrección le sacaremos fuera un escrito que encontrará desplegado. Lee tu escrito, le diremos: hoy basta con que tu propia alma te saque la cuenta».